# Douglasville
Douglasville är en stad (city) i Douglas County, i delstaten Georgia, USA. Enligt United States Census Bureau har staden en folkmängd på 31 173 invånare (2011) och en landarea på 58,2 km². Douglasville är huvudort i Douglas County.